# هانسی بورگ
هانسی بورگ (آلمانی: Hansi Burg; ۱۲ فوریهٔ ۱۸۹۸ – ۱۴ مارس ۱۹۷۵) بازیگر تئاتر و بازیگر سینما اهل آلمان بود.